# لیگ برتر فوتبال آرژانتین
لیگ برتر فوتبال آرژانتین یکی از برترین لیگ‌های فوتبال در آمریکای جنوبی است که بیشترین قهرمانی‌ها را در کوپا لیبرتادورس داشته‌است و استعدادهای بزرگی را پرورانده‌است. این لیگ یکی از ده لیگ برتر کنونی فوتبال در جهان است.

## قهرمانان
| رتبه | باشگاه              | تعداد قهرمانی | تعداد نایب قهرمانی |
| ---- | ------------------- | ------------- | ------------------ |
| ۱    | ریور پلاته          | ۳۸            | ۳۴                 |
| ۲    | بوکا جونیور         | ۳۵            | ۲۲                 |
| ۳    | راسینگ              | ۱۸            | ۹                  |
| ۴    | ایندپندینته         | ۱۶            | ۱۶                 |
| ۵    | سن لورنسو           | ۱۵            | ۱۶                 |
| ۶    | ولز سارسفیلد        | ۱۱            | ۹                  |
| ۷    | اتلتیکو آلومنی      | ۱۰            | ۲                  |
| ۸    | استودیانتس          | ۶             | ۷                  |
| ۹    | نیولز اولد بویز     | ۶             | ۵                  |
| ۱۰   | اتلتیکو هوراکان     | ۵             | ۹                  |
| ۱۱   | لوماس اتلتیک        | ۵             | ۲                  |
| ۱۲   | روساریو سنترال      | ۴             | ۴                  |
| ۱۳   | بلگرانو اتلتیک      | ۳             | ۳                  |
| ۱۴   | آرژانتینوس جونیورز  | ۳             | ۲                  |
| ۱۵   | لانوس               | ۲             | ۵                  |
| ۱۶   | فرو کاریل اوئسته    | ۲             | ۳                  |
| ۱۷   | اتلتیکو پورچنو      | ۲             | ۲                  |
| ۱۸   | کیلمس               | ۲             | ۱                  |
| ۱۹   | استودیانتیل پورتنیو | ۲             | ۰                  |
| ۲۰   | جیمناسیا لاپلاتا    | ۱             | ۶                  |
| ۲۱   | بانفیلد             | ۱             | ۴                  |
| ۲۲   | لوماس آکادمی        | ۱             | ۱                  |
| ۲۳   | آرسنال ساراندی      | ۱             | ۰                  |
| ۲۳   | چاکاریتا جونیورز    | ۱             | ۰                  |
| ۲۳   | داک سود             | ۱             | ۰                  |
| ۲۳   | اولد کالدونیانس     | ۱             | ۰                  |
| ۲۳   | اسپورتیو باراکاس    | ۱             | ۰                  |
| ۲۳   | سنت آندروز اتلتیک   | ۱             | ۰                  |
| ۲۳   | پلاتینزه            | ۱             | ۰                  |